# Josep Martínez
Josep Martínez Riera (* 27. Mai 1998 in Alzira) ist ein spanischer Fußballtorwart. Er steht in Italien bei Inter Mailand unter Vertrag und war Nachwuchs- sowie A-Nationalspieler.

## Karriere

### Verein
Martínez spielte in seiner Jugend unter anderem bei der UD Alzira aus seiner Geburtsstadt in Ostspanien und wurde 2015 im Nachwuchsleistungszentrum des FC Barcelona aufgenommen. Für die A-Junioren des Vereins stand er unter anderem in der UEFA Youth League zwischen den Pfosten. 
Im Sommer 2017 wurde der Torwart von der UD Las Palmas verpflichtet und in deren Drittligamannschaft eingesetzt. In seiner ersten Spielzeit stand Martínez in 25 Ligaspielen auf dem Platz, wobei in den restlichen Partien sein Teamkollege Álex Guanche spielte. In der Folgesaison war der Spanier die klare Nummer 1 im Tor und verpasste lediglich sieben Drittligapartien, in denen er im Spieltagskader der ersten Mannschaft, die aus der Primera División abgestiegen war, stand. Für die Profimannschaft der UD Las Palmas kam er auf sieben Einsätze in der Segunda División. Unter Cheftrainer Pepe Mel folgte im Sommer 2019 die Berufung in die erste Mannschaft. Dort war Martínez in den ersten 17 Spielen Stammkeeper, wurde dann aber durch Álvaro Valles ersetzt. 
Zur Saison 2020/21 wechselte der Spanier nach Deutschland zum Bundesligisten RB Leipzig, bei dem er einen Vierjahresvertrag erhielt. Sein Bundesligadebüt gab er am letzten Spieltag der Saison, um Stammtorhüter Péter Gulácsi eine ausgedehnte Vorbereitung auf die Fußball-Europameisterschaft 2021 zu ermöglichen.

#### Serie A
Zur Saison 2022/23 wechselte Martínez für ein Jahr auf Leihbasis in die italienische Serie B zum Absteiger CFC Genua. Nach Ablauf der Saison zog Genua eine vereinbarte Kaufoption und verpflichtete Martínez fest.
Zur Spielzeit 2024/25 wechselte Martínez innerhalb der Serie A zu Inter Mailand.

### Nationalmannschaft
Martínez absolvierte zwischen September und November 2020 drei Spiele für die spanische U21-Nationalmannschaft im Rahmen der Qualifikation für die U21-Europameisterschaft 2021. Bei der Endrunde kam er hinter Álvaro Fernández jedoch nicht zum Einsatz.
Anfang Juni 2021 debütierte Martínez bei einem 4:0-Sieg gegen Litauen in der A-Nationalmannschaft, als er im Laufe der zweiten Halbzeit für Álvaro Fernández eingewechselt wurde. Aufgrund von COVID-19-Fällen im Kader für die kurze Zeit später beginnende Europameisterschaft 2021 traten die Spieler, die zuvor die U21-EM absolviert hatten, bei diesem Spiel an.

## Erfolge
- DFB-Pokal-Sieger: 2021/22